# Bennhausen
Bennhausen – miejscowość i gmina  w Niemczech, w kraju związkowym Nadrenia-Palatynat, w powiecie Donnersberg, wchodzi w skład gminy związkowej Kirchheimbolanden.

## Bibliografia

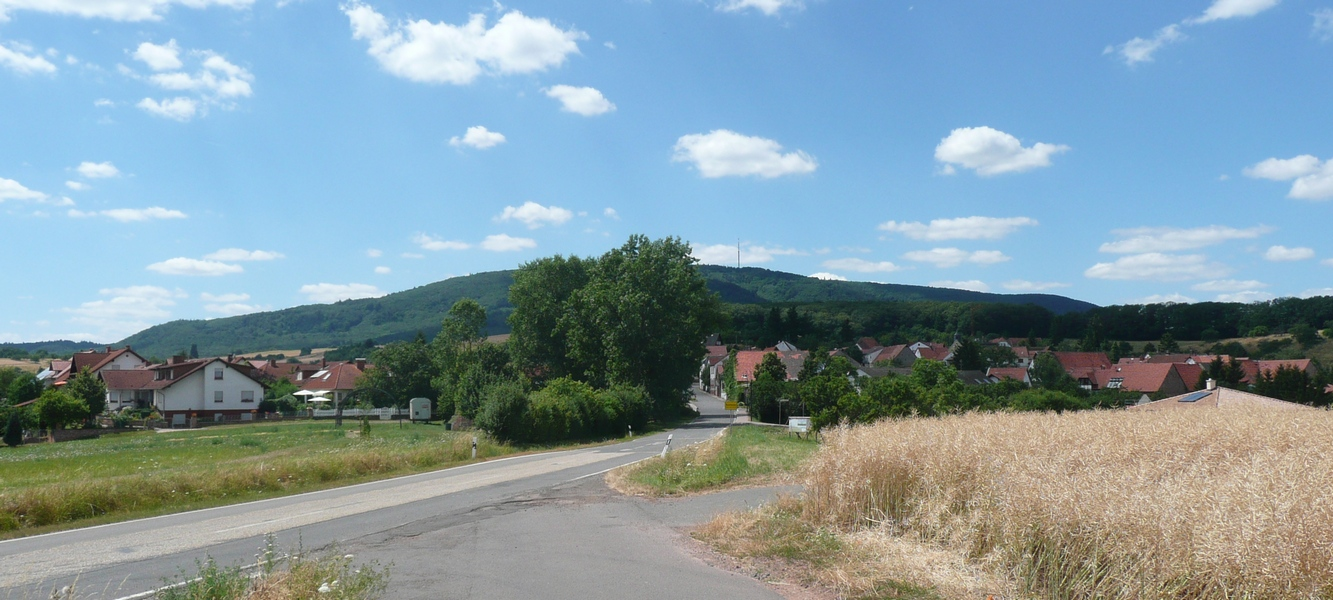

## Demografia
| 2004 | 2006 | 2009 | 2010 | 2011 |
| 141  | 148  | 145  | 157  | 156  |

## Administracja
| 1960–1974 | Richard Zerger  |
| 1974–1982 | Erich Eymann    |
| 1983–1993 | Reinhold Huy    |
| 1994–     | Reinhard Horsch |